# Nevado del Ruiz
De Nevado del Ruiz is een 5.321 meter hoge stratovulkaan in het departement Caldas, Colombia. Het is de meest noordelijk gelegen vulkaan van de Andean Volcanic Belt. Deze vulkaan ligt ten zuidoosten van Manizales, met de stad Armero in de vallei eronder. De Nevado del Ruiz werd gevormd door subductie van de oceanische Nazcaplaat onder de continentale Zuid-Amerikaanse plaat. Stratovulkanen in de Andes zijn voor het merendeel pliniaans en Nevado del Ruiz is daarop geen uitzondering.
In de steden rondom de vulkaan heeft de Nevado del Ruiz de bijnaam "de Slapende Leeuw".

## Geschiedenis
Sinds de 16e eeuw zijn er 11 gedocumenteerde uitbarstingen van de vulkaan genoteerd, waarvan sommige catastrofale gevolgen hadden voor de nabijgelegen leefgemeenschappen.
Bij de uitbarsting van de Nevado del Ruiz in 1595 kwamen 636 mensen om het leven door een lahar die de riviervalleien volgde. In 1845 gebeurde dit weer: een lahar volgde meer dan 70 kilometer lang de bedding van de Lagunillas rivier. Ruim 1000 mensen kwamen daarbij om het leven.
Ooggetuige Joaquin Acosta meldde:
Van de Lagunillas, die haar bron heeft in de Nevado del Ruiz, kwam een immense vloed omlaag van dikke modder die razendsnel de rivierbedding vulde en bomen en huizen wegvaagde of bedekte, waarbij mensen en dieren werden begraven.
Op de gestolde modderstroom van de uitbarsting van 1845 werd het dorp Armero gebouwd, dat in de 20e eeuw uitgroeide tot een stad met 27.000 inwoners. Deze stad werd verwoest bij een volgende eruptie met lahars, in 1985.

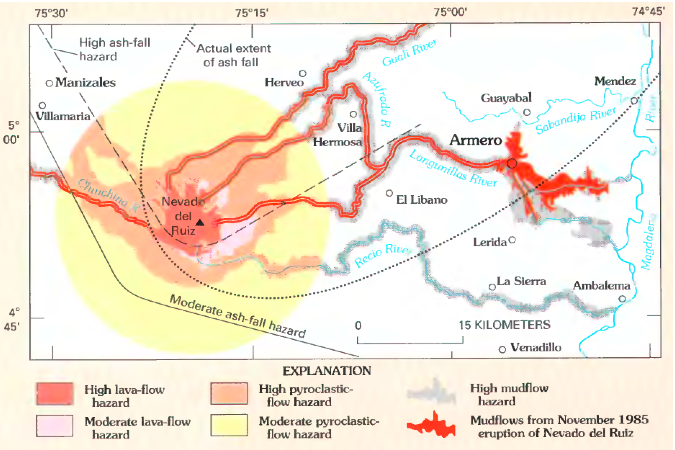
Kaartje van de Nevado del Ruiz met de modderstromen van 13 november 1985

## Uitbarsting in 1985
Op 13 november 1985 barstte de Nevado del Ruiz uit. Pyroclastische stromen deden het ijs en de sneeuw op de top van de vulkaan wegsmelten, en vormden lahars (modderstromen). Deze lahars waren tot 50 meter dik en hadden een bereik van meer dan 100 kilometer.
Vele huizen en steden werden verwoest door de lahars. De stad Armero werd geheel begraven door puin en modderstromen, waarbij ongeveer 21.000 mensen (van de 28.700) om het leven kwamen. In totaal kostte de uitbarsting aan ongeveer 23.000 mensen het leven. Nog eens 5000 anderen raakten gewond. Daarmee was deze uitbarsting de op één na dodelijkste van de 20e eeuw (de uitbarsting van Mont Pelée in 1902 was nog erger). Ook na de uitbarsting stierven nog enkele mensen aan infecties opgelopen tijdens de uitbarsting. Overlevenden kregen van de overheid nieuwe huizen.
Een oorzaak van het hoge dodental was mede dat men niet veel geloof hechtte aan het bericht dat de vulkaan op uitbarsten stond; er waren eerder al zoveel valse berichten verspreid. Verder was Armero gebouwd op de route van oude modderstromen, waarbij de autoriteiten een kaart negeerden die de gevaarlijkste plaatsen aangaf.
De uitbarsting kostte Colombia 7,7 miljard dollar, ongeveer 20% van het bruto nationaal product van het land.
Nu is er een systeem dat lahars kan detecteren, waardoor vroegtijdig kan worden geëvacueerd. Dit systeem maakt gebruik van acoustic flow monitors (AFM), die grondtrillingen analyseren.

## Galerij

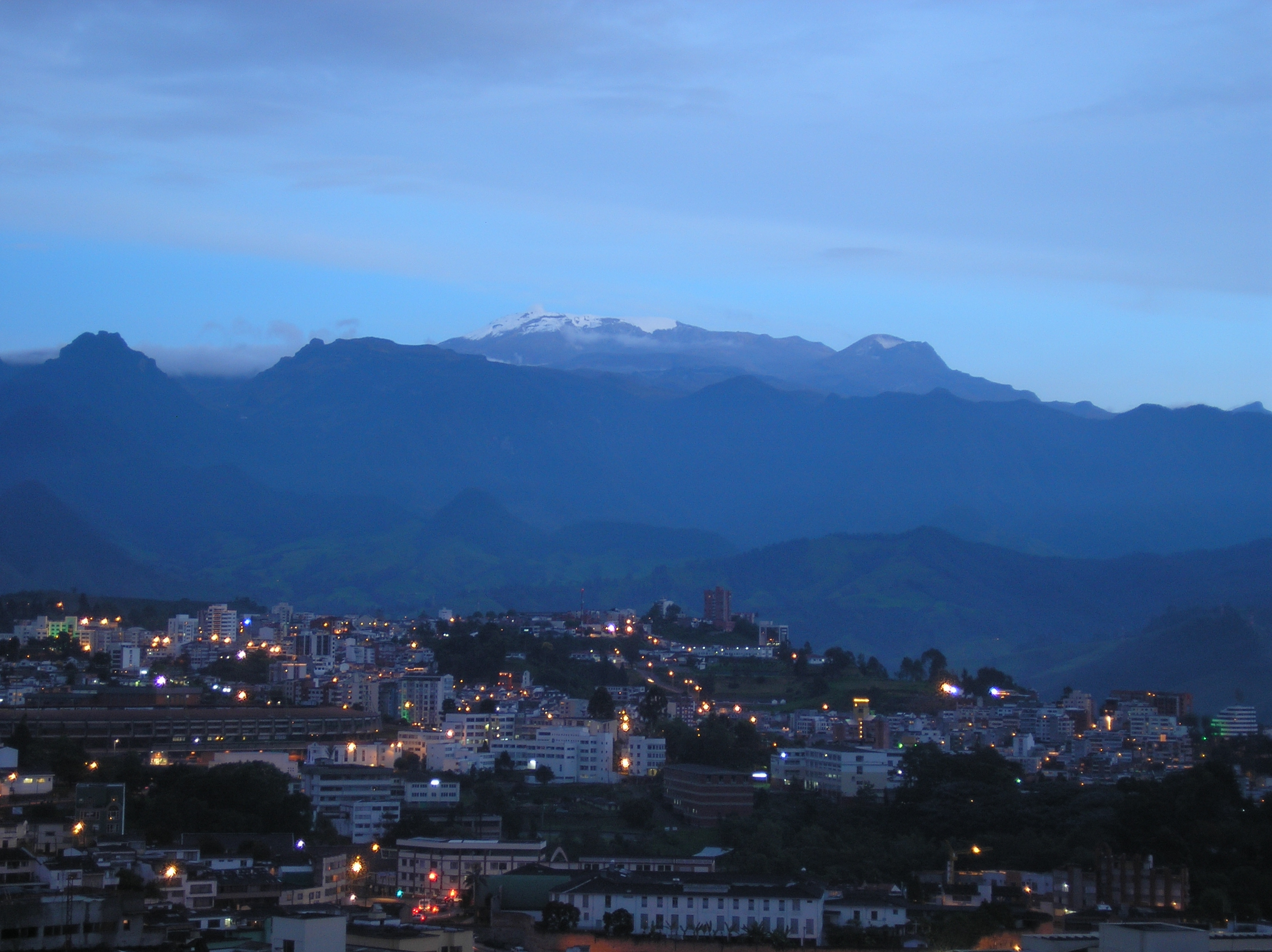
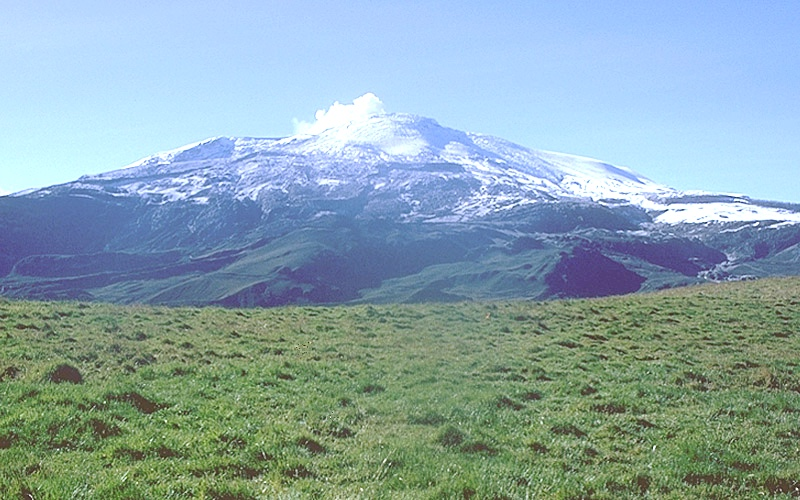
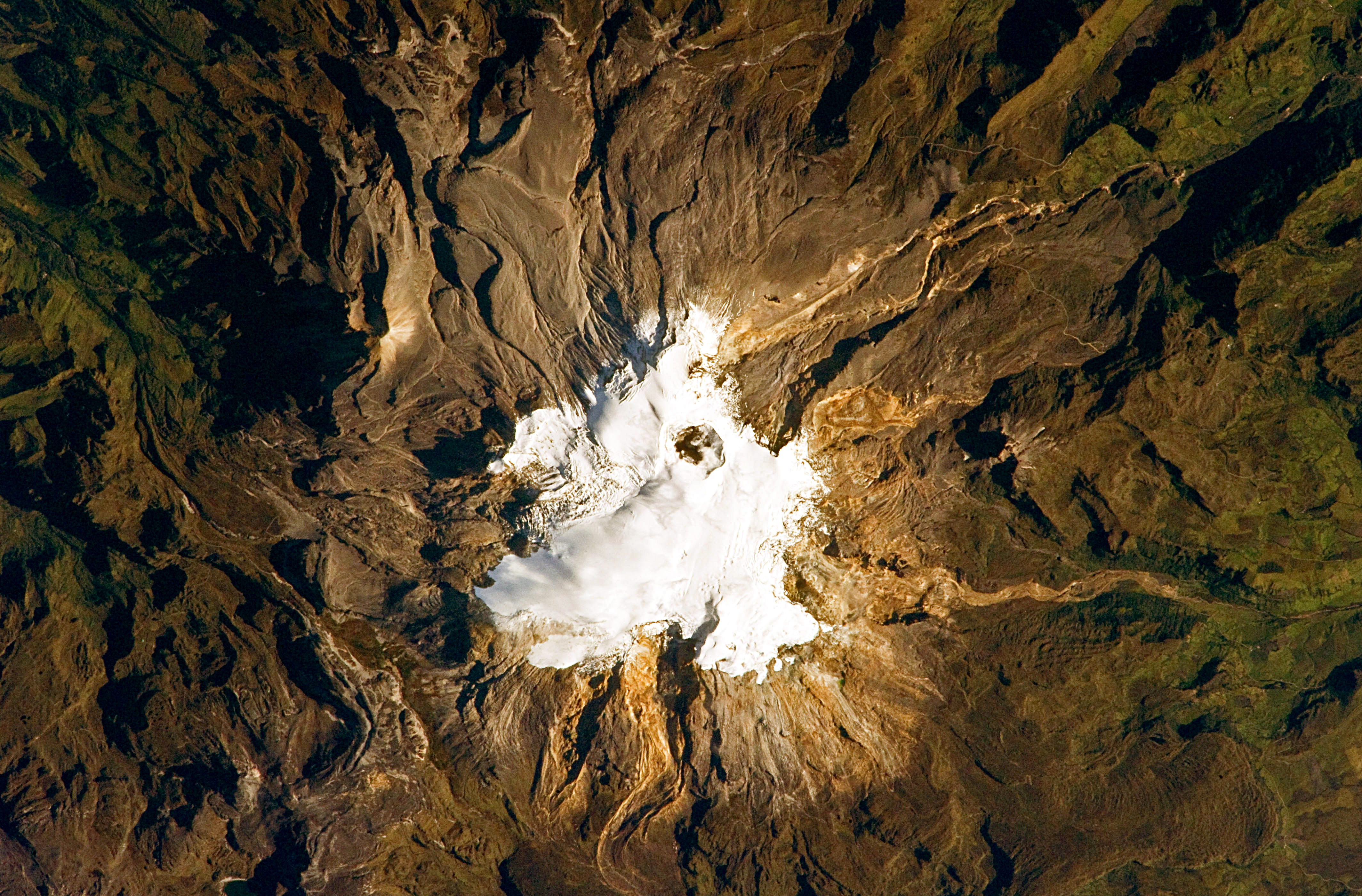